# Églantine Chesneau
Pour l’article homonyme, voir Chesneau.
Églantine Chesneau est une auteure de bande dessinée et illustratrice française née en 1982 à Paris.

## Biographie
Églantine Chesneau étudie à l’école des beaux-arts de Rueil-Malmaison, puis part apprendre le japonais au Japon. En 2014-2015, elle travaille comme illustratrice pour le Nouvel Observateur.
En 2019, Michel Lafon publie sa première bande dessinée, 12 301 jours avec ma mamie, où elle décrit la fin de vie de sa grand-mère.
Cette même année, elle participe au Marathon de Paris, ce qui lui sert d’inspiration pour une bande dessinée décrivant la préparation, finalement éditée en album en 2021. La BD s'écrit en même temps qu'elle se prépare pour le marathon. Elle fait connaissance d'une dizaine d'autres sportifs amateurs qui font un premier marathon comme elle pour s'inspirer lors de l'écriture du BD. Son album se fait connaître en France et en Belgique.
Lors de l'année olympique 2024 à Paris, elle publie un nouvel album intitulé Vies en jeux. Leur flamme éclaire l'Histoire au sujet de seize personnalités marquantes de toute l'histoire olympique.

## Publications
- 12 301 jours avec ma mamie, Michel Lafon, 2019  (ISBN 978-2-7499-3866-0)[9].
- Alors on court : chroniques d'un premier marathon, Michel Lafon, 2021  (ISBN 9782749945736).
- Vies en jeux. Leur flamme éclaire l'Histoire, Vents d’Ouest, 2024  (ISBN 9782331081354).